# Tatars de Crimée en Turquie
 (octobre 2024).
Les Tatars de Crimée en Turquie désignent les citoyens et les habitants de Turquie qui sont ou descendent des Tatars de Crimée.

## Nombres
| Année | Comme première langue | Comme deuxième langue | Total  | La population de la Turquie | % du total des locuteurs |
| ----- | --------------------- | --------------------- | ------ | --------------------------- | ------------------------ |
| 1927  | 11 465                | 0                     | 11 465 | 13 629 488                  | 0,08                     |
| 1935  | 15 615                | 4 106                 | 19 721 | 16 157 450                  | 0,12                     |
| 1945  | 10 047                | 2 255                 | 12 302 | 18 790 174                  | 0,07                     |

## Histoire
Avant le XXe siècle, les Tatars de Crimée ont immigré de Crimée vers la Turquie en trois vagues : premièrement, après l'annexion russe de la Crimée en 1783 ; deuxièmement, après la guerre de Crimée de 1853-1856 ; troisièmement, après la guerre russo-turque de 1877-1878.